# Aerorider
Aerorider – trzykołowy motorower elektryczny produkowany w Holandii przez firmę Aerorider B.V.

## Charakterystyka
Aerorider jest jednoosobowym pojazdem samochodowym stanowiącym połączenie cech roweru poziomego i mikrosamochodu. Do jego poruszania wykorzystywany jest napęd hybrydowy - siła ludzkich mięśni kierowcy i zasilany z akumulatora niewielki silnik elektryczny.